# 陳嘉樺
陳嘉樺（客家語白話字：Chhṳ̀n Kâ-fà，1981年6月18日—），藝名Ella，臺灣女歌手、演員、主持人，出生於屏東縣麟洛鄉，為女子演唱團體S.H.E組合成員。2000年參加《宇宙2000實力美少女爭霸戰》，並於同年與宇宙唱片（華研唱片前身）簽約培訓後，在2001年9月11日以S.H.E成員身分發行S.H.E首張專輯《女生宿舍》進入演藝圈。曾在2006年以《真命天女》入圍第41屆金鐘獎戲劇類最佳女主角獎 。2014年以《王子的約會》入圍第49屆金鐘獎綜藝節目主持人獎。2012年3月，推出首張個人迷你專輯《我就是…》；2015年4月17日，發行首張個人專輯《Why Not》。2023年5月起，參與湖南衛視《乘風2023》節目競演陣容，經過了多場公演比賽，最終奪得當季年度總冠軍。2024年4月1日，發行第二張個人專輯《BAD HABITS》。

## 演藝經歷

### 出道前
陳嘉樺於2000年參加宇宙唱片（華研唱片前身）與中視節目《電視大國民》殘酷舞台單元合辦之《宇宙2000實力美少女爭霸戰》選秀比賽。在經過初賽、複賽的反覆篩選、淘汰後，卻於決賽中演唱了劉若英的〈後來〉遭淘汰喪失第一名與一年唱片合約之機會。但賽後經宇宙唱片內部討論協商，因極具辨識度的特殊唱腔，與其頗具特色的低音特質吸引了公司的注意，決定要以英文藝名「Ella」分別與任家萱（Selina）、田馥甄（Hebe）簽約並組成女子團體S.H.E，以S.H.E正式進軍歌壇，而Ella這名字有著古希臘神話中「火炬」的意義，在S.H.E團體裡代表著「勇氣」，代表顏色為藍色，其後S.H.E成為華人地區具有代表性、指標性、影響力、知名度、唱片銷售量、演唱會票房和銷售(量)口碑的女子演唱團體之一。

### 出道後
Ella於2001年9月11日，以S.H.E成員身分發行首張專輯《女生宿舍》正式出道，並獲得廣大關注，Ella也在專輯中獲得個人獨唱的機會，在專輯中演繹個人獨唱曲〈別〉，Ella有着低沉和厚实的女中音，著名樂評人科爾沁夫曾言：「陳嘉樺在S.H.E的第七張專輯《Encore》中的歌曲〈痛快〉中Ella的浑厚女中音和其他两个女声的清亮之间的愉快辉映。」
。2002年，Ella首次跨足戲劇，接演電視劇《愛情大魔咒》，並擔任該劇第一女主角。2003年，接演電視劇《薔薇之戀》，次年該劇獲得2004年度《第39屆電視金鐘獎》年度最受歡迎戲劇節目獎和入圍戲劇節目獎，並相繼在臺灣三家電視台、日本六家電視台、韓國等海外電視台熱播。2005年10月16日，與S.H.E其它兩位團員Selina和Hebe共同擔任女主角主演的電視劇《真命天女》首播，並且S.H.E也為該電視劇的原聲帶《真命天女電視原聲帶》獻唱主題曲〈星光〉，除此之外，Ella也為此原聲帶獻唱個人獨唱曲兼戲劇插曲〈只是當時〉，歌曲和聲也由另外兩名團員Selina和Hebe參與，而這也是S.H.E第一張專輯《女生宿舍》中所收錄的個人獨唱曲相隔四年之後，再次演唱個人獨唱曲，原聲帶於2005年9月28日推出。隔年Ella以此劇入圍《第41屆電視金鐘獎》戲劇節目最佳女主角獎。
2006年，擔任電視劇《花樣少年少女》女主角，該劇在臺灣於11月首播，而播出時每集皆為同時段的偶像劇中收視排名均為第一，並在隔年與同劇演員吳尊、汪東城代表臺灣遠赴韓國角逐《首爾國際電視節》的「青少年節目獎」，並且該劇是台灣唯一入圍的作品，而《花樣少年少女》在東南亞、中國大陸、香港、日本、韓國KBS等地皆有播出。
2007年8月24日發行的個人創作公益EP《薔薔紀念EP》，此公益EP是為了紀念自己養的巴哥犬「薔薔」因醫治內分泌失調的病症，使用麻藥時，卻沒想到薔薔對麻藥過敏導致休克而逝世，因此為了紀念薔薔而創作了《薔薔》這首歌，但熱愛公益的Ella，因而決定將《薔薔》這首歌以紀念EP方式發行。此EP所有歌曲皆由Ella詞曲創作並獨自演唱，EP收益全數捐給「流浪動物之家」。
2009年，與言承旭主演《就想賴著你》，此劇於2010年1月首播，播出後平均收視率皆反應不錯。2010年參與楊力州導演所拍攝的紀錄片《被遺忘的時光》，在紀錄片中僅露面3分鐘，為關心失智老人題材。
單飛不解散時期
2010年3月，S.H.E發行第十張錄音室專輯《SHERO》，並於同年5月29日舉行《愛而為一巡迴演唱會》台北「旗艦場」結束之後，2010年下半年，S.H.E以「單飛不解散」各自展開新觸角，Ella個人朝電影大螢幕方面發展，將拍攝自己的首部電影作品。
2011年，首度跨足電影的Ella，在4月接拍電影《女孩壞壞》，以及5月投入導演朱延平所執導的《新天生一對》，而電影《新天生一對》和《女孩壞壞》分別於2012年1月和4月先後陸續上映，同年3月30日已先發行個人首張迷你專輯《我就是...》並搭配電影《女孩壞壞》的主題曲、插曲和片尾曲，此外也收錄Ella創作的「厚臉皮」、電影片尾曲「我就是我」及特別收錄與青峰合唱的「你被寫在我的歌裡」(室內樂版)，專輯在台灣上半年度銷售量為銷售1萬8千張，最終台灣總銷售量約為2萬張。
2012年6月23日，在《第23屆金曲獎》上，Ella與S.H.E另外兩位成員合體擔任演出嘉賓，並演唱個人歌曲〈壞女孩〉和S.H.E歌曲〈SHERO〉、〈Super Star〉，並宣告S.H.E再度回歸，這是自2010年10月Selina在中國上海拍戲燒傷以來，三缺一的S.H.E中斷合體演出555天之後的首次合體同臺演出。同年11月16日，S.H.E在團員Selina傷癒復出歸隊後合體推出睽違兩年八個月的回歸專輯《花又開好了》重返華語樂壇。

### 2013年－2015年
2013年4月，與庾澄慶搭檔主持《王子的約會》，並以該節目於隔年入圍《第49屆電視金鐘獎》綜藝節目主持人獎以及節目入圍金鐘獎綜藝節目獎。2013年6月起，S.H.E舉辦《Together Forever》世界巡迴演唱會，而Ella除了隨著S.H.E舉辦團體巡演之外，2013年7月，Ella嘗試不同於以往的戲劇風格，主演了都市懸疑劇《謊言遊戲》，該劇於2014年10月5日首播。
2014年9月，接拍導演江豐宏所執導的電影《缺角一族》，並於隔年2015年5月15日上映。
2014年11月22日，首度擔任大型頒獎典禮主持人，受邀與黃子佼共同擔綱《第51屆金馬獎》主持工作。
同年底，首度擔任大型跨年節目主持人，受邀擔任《2015臺北最HIGH新年城》跨年晚會的主持人，並與Selina、浩角翔起共同主持。
2015年3月，結合中國大陸、香港、臺灣明星拍攝的香港賀歲喜劇電影《吉星高照2015》上映。

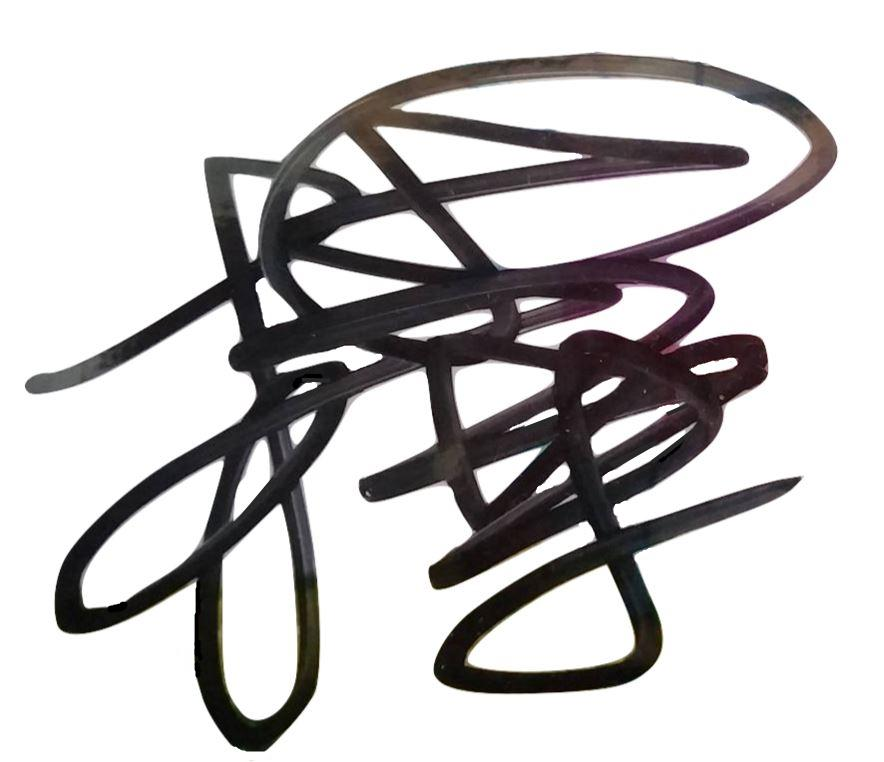
Ella以個人名義發行專輯的中文簽名（2015年5月）

2015年4月，以個人名義發行出道超過十年的首張個人錄音室專輯《Why Not》，專輯於4月1日開放預購，並於4月17日正式發行。專輯取名為「Why Not」的靈感來自於Ella不按牌理出牌、沒規則、玩起來沒尺度的個性，沒有包袱、不想被限制，只要是不違法、不傷害別人的事情，沒有甚麼是不可以的。首波主打歌〈有何不可〉是首實驗性質的作品，歌曲融合獨白、劇場及流行音樂的元素，Ella整整六分鐘以第一人稱的口吻講述兩個靈魂相愛有何不可，情緒起伏激烈、從冷靜到歇斯底里，用各種聲音表情詮釋及演唱，戲劇張力十足。第二波主打〈你正常嗎〉是首日系電子舞曲搖滾曲風，是日本音樂人小倉慎吾原創的曲子，不斷重複而又充滿記憶點的旋律聼起來有一種熟悉但又新奇J-POP風味，而第三波主打歌〈信愛成癮〉則是以描寫重愛患者們的情歌。此外，專輯也特別收錄Ella自己作曲的創作〈30啊〉而這首歌曲道盡了Ella步入30歲以後的輕熟心境，專輯也收錄了三首Ella演出的戲劇歌曲與主題曲，包括電視劇《謊言遊戲》中Ella所創作的片尾曲〈真的我〉與插曲〈無解〉，以及電影《缺角一族》的主題曲〈差一點〉。專輯在台灣銷量為年度第9名，而此張專輯中的歌曲〈信愛成癮〉官方音樂錄影帶在Youtube上已突破1000萬次點閱率。
2015年6月7日，首次以個人身份於台北永豐Legacy Taipei舉辦個人音樂會《你正常嗎?》唱演會；門票於5月12日開賣後，在1分鐘內便全數完售。之後亦在同年8月和12月分別於北京和廣州舉行音樂會。
2015年9月首度挑戰演出舞臺劇，出演表演工作坊30週年戲劇《愛朦朧，人朦朧》，此劇碼改編自17世紀法國經典喜劇《Le Jeu de l'amour et du Hasard》，首場於2015年9月26日、27日在桃園，一連兩場展開巡迴，而此舞台劇巡迴演出共計27場，巡迴城市包括台北、上海、重慶等11個城市，尾場於2016年1月23日、24日在臺南結束。

### 2016年－2022年
2016年3月，主演的電影《缺角一族》代表臺灣入圍《第11屆大阪亞洲電影節》競賽片，並以此片獲得《第11屆大阪亞洲電影節》「藥師真珠演員賞」（最佳演員獎），是其首個電影類獎項；接著在4月，電影《缺角一族》獲得《第49屆休士頓國際影展》喜劇類最佳影片金獎。
2016年5月29日，Ella以S.H.E團員身份正式宣布進駐上海杜莎夫人蠟像館留下S.H.E三人的蠟像。
由於2016年在演藝事業上的大豐收，Ella想透過音樂的力量來紀念這一整年，因此於2016年10月28日發行限量2016張的單曲EP《渾身是勁》，但先前在10月22日首波宣傳中，因為頗高的售價及限量方式販售僅有「2016張」的單曲EP，引起歌迷反彈。同月26日，Ella親上火線，在個人官方Facebook直播表示將原售價由高價位降至合理價位，希望能平息歌迷的反彈。 。而為歌曲拍攝MV時，Ella已經懷有身孕，但那時並不知道，Ella也因此把小孩稱為「勁寶」。
2017年6月，Ella在生產完經過2個多月的休息後，於6月18日生日當天宣布正式開工。
2017年10月3日，成立勁樺娛樂，該公司的代表人是Ella的丈夫賴斯翔。
2018年4月，擔任騰訊視頻青春成長類綜藝節目《創造101》的聲樂導師。
2018年7月10日，據台灣媒體報導，Ella在該年與華研的經紀合約結束後，就不再續約，經紀工作將會交由她的丈夫賴斯翔負責。之後也證實S.H.E三人與華研的經紀、唱片合約皆期滿不續約，自立門戶。
2019年1月，Ella接受專訪表示，將2019年設定為「戲劇元年」，並全力以赴朝向這個目標邁進，預計今年將拍攝三部電影作品；同時也說並不會放棄歌手的身分，仍會有新的個人音樂作品呈現。
2019年2月，Ella前往高雄拍攝新電影作品《超級碼力》，預計兩個月內殺青。
2019年6月5日，Ella發佈全新單曲《都幾歲了》，慶祝38歲生日。
2019年6月17、6月18日，慶祝Ella38歲生日，於西門紅樓劇院連兩天舉辦兩場生日音樂會，音樂會採免費索票入場，於5月18日開放免費索票，兩場音樂會是融合脫口秀、音樂舞台劇及歌舞秀的「Ella Show艾拉秀」。
2019年6月18日，發佈第二首生日單曲《囉哩叭唆》。
2019年8月，Ella表示將到南部拍攝新電影作品《聽見歌 再唱》。
2019年8月16日，發佈與玖壹壹合唱曲《來個蹦蹦》。
2019年9月18日，Ella經紀人賴斯翔表示新電影作品《聽見歌 再唱》剛殺青，電影將於2021年4月16日全台上映，最終電影上映四周台灣電影票房突破8000萬元票房。
2019年10月27日，Ella參加江蘇衛視《蒙面唱将猜猜猜第四季》節目錄製，以「話家畢卡索」身分演唱陳奕迅的《好久不見》，因聲音極具特色與辨識度，隨即被猜評團認出。
2020年3月12日，参與中國選秀節目《青春有你 第二季》擔任歌唱導師。
2020年3月25日，Ella宣布將與杰思國際娛樂旗下的音樂服務平台《J'in音樂捷徑》加盟合作，未來音樂作品將由杰思國際娛樂數位代理發行。
2020年5月18日，發佈創作單曲《晚安歌》，並宣告個人首次全新巡演「The Ella Show艾拉秀」將啟動開跑，是由她組成的「勁樺娛樂有限公司」及「寬魚國際」執行長邱瓈寬攜手合作，她也透露《晚安歌》是艾拉秀巡演壓軸之作。
2020年11月14、15日，「ELLA陳嘉樺X艾拉秀·娛樂無限」一連兩天在臺北流行音樂中心演出，2場共吸引1萬人到場，兩天票房收入約2600萬元。
2020年11月16日，Ella陳嘉樺推出《Ella Show 娛樂無限公司》數位EP，收錄了陳嘉樺在《艾拉秀：娛樂無限》上的主要曲目，其中〈人生不能沒副歌〉、〈A CA ELLA〉和〈娛樂無限公司〉合稱為「ELLA三部曲」。
2020年12月19日，睽違6年，Ella再度接下台綜主持棒，與李玉璽共同主持大型家庭廚藝競賽節目《鴻門家宴》，於衛視中文台每周六晚間8點黃金時段播出。
2021年4月15日，宣布2021年8月14日「ELLA陳嘉樺X艾拉秀·娛樂無限」移師高雄流行音樂中心海音館演出，同時也是高雄流行音樂中心開幕啟用首位舉辦演唱會的歌手，但由於受嚴重特殊傳染性肺炎疫情的影響，5月28日宣布「艾拉秀」高雄場延期售票，7月8日宣布原訂於8月14日舉辦的「艾拉秀」高雄場宣布確定延期舉辦，新的巡演日期等待官方評估公告。
2021年10月20日，Ella陳嘉樺宣布接拍新電影《速命道》，男主角為陳昱榕（瘦子），電影於2023年4月27日上映。
2022年3月25日，電影《野夏天》（前身「超級碼力」）在臺灣和中國大陸同步上映。
2022年2月17日，宣布「ELLA陳嘉樺X艾拉秀·娛樂無限」在2022年5月28日於高雄流行音樂中心海音館重啟，至於高雄站演出是否有新亮點，Ella搶先透露，絕對是有升級，就像是2.0的進化，在歌單、造型、腳本上都會有調整，也開始與導演開會討論，陸續進入魔鬼式的籌備彩排階段了，相約屆時高雄相見，門票於3月12日開賣後迅速售罄一空。
2022年5月3日，宣布由於受嚴重特殊傳染性肺炎疫情的影響，原訂於5月28日舉辦的《艾拉秀》高雄場二度宣布延期，同時宣布巡演高雄場延期後新的日期為同年8月20日舉辦。

### 2023年－至今
2023年4月27日，電影《速命道》於台灣院線正式上映。
2023年4月份起，Ella確認參與《乘風2023》節目錄製，首期節目於5月份正式首播。同年7月21日，《乘風2023》總決賽「乘風之夜」播出，最終以第一名成績榮獲『乘風年度總冠軍』。
2023年8月11日，為了力挺好姐妹Hebe田馥甄的《一一巡迴演唱會》，與離預產期不到一個月、挺著8個多月身孕的Selina受邀共同擔任演唱會嘉賓，這是距離《第30屆金曲獎》擔任演出嘉賓後，久違4年的S.H.E三人再度合體演出，令歌迷驚喜感動不已，並現場演唱〈給小孩〉、〈美麗新世界〉。
2023年12月15日，推出單曲《願望清單》，並正式官宣第二張個人專輯即將發行，該專輯已經籌備一年多，《願望清單》也是該專輯的先行曲。12月23日，於信義誠品閉幕禮舉辦的「Farewell不見不散音樂會」首唱《願望清單》。
2024年1月22日，推出第二張個人專輯的第二首單曲《南方的月亮》。
2024年1月26日，再度跨刀復刻蘇打綠《你在煩惱什麼（蘇打綠版）》合唱曲〈你被寫在我的歌裡（蘇打綠版）〉，數位音源及MV同步上線。
2024年3月31日，個人第二張錄音室專輯《BAD HABITS》數位上架；自2月29日開始預購的實體專輯，也於4月1日正式發行，這是距離上一張專輯《Why Not》相隔九年後發行的第二張錄音室專輯，在唱片宣傳期間於4月3日至4月24日在Hit FM聯播網主持廣播節目《ELLA'S RADIO SHOW》，之後也在同年4月13日在台北舉辦Ella陳嘉樺《Bad Habits新專音樂會》，並於3月16日提共免費票券索取，門票在開放索票後，立刻被秒殺索取一空，以及之後分別在海外舉辦「新專音樂會」海外場。

## 個人生活

### 婚姻
其丈夫是曾任職臺灣巴黎萊雅的馬來西亞華人賴斯翔（Alvin）。2012年4月15日在屏東老家訂婚，2012年5月5日在臺北結婚，2012年5月19日再回賴斯翔老家馬來西亞馬六甲再辦婚宴，婚禮儀式完全依照大馬傳統習俗完成。
2016年10月22日，陳嘉樺于当晚对外宣布怀孕，当时她已经怀孕3个月。
2016年11月12日，S.H.E合體參與廣州《春浪音樂節》的演出，在《春浪音樂節》結束之後Ella的演藝工作將暫時告一段落，並專心懷孕待產。
2017年4月，Ella已順利生產下男嬰，透過華研唱片表示：母子均安，Ella正在休息中，目前已經復工。。

### 受傷事件
2003年7月29日，S.H.E在主持節目快樂星期天，經常為其中一個單元-快樂株式會社出外景。在一次宣傳消防正確觀念外景中，在體驗從三樓高的高空墜落充氣墊時，因為姿勢不正確而使背脊第一腰椎受傷，走路時要穿著背架來保護背脊。在醫院休息了20多天出院，但仍要穿著背架三至六個月，因此休養期間，只能恢復拍照和擺一些簡單的肢體動作。而S.H.E在2003年發行的第5張專輯《Super Star》的宣傳期也只有任家萱和田馥甄出席宣傳活動，而MV拍攝多以任家萱和田馥甄的演出為主，其它MV的Ella部分都是後來獨立拍攝再剪接後製上去完成的，或是使用替身代替Ella拍攝其背影來完成MV的拍攝，只有專輯同名主打歌〈Super Star〉是受傷前真正上場拍攝的MV。
2005年6月21日，S.H.E在拍攝電視劇《真命天女》，不慎遭火吻，耳朵灼傷、兩側頭髮燒焦，經送臺大醫院急救住院休息兩天，幸無大礙。

### 支持婚姻平權
2018年11月9日，Ella透過《臉書》表達支持同婚及性別平權的立場，並呼籲「用最實際的行動來改變未來」。
2020年，Ella與多位歌手及網紅合唱彩虹驕傲月紀念單曲《We are, We can be》

## 音樂作品

### 錄音室專輯
| 專輯名稱       | 發行日期      | 發行版本 |
| -------------- | ------------- | -------- |
| 《Why Not》    | 2015年4月17日 | CD       |
| 《BAD HABITS》 | 2024年3月31日 | 數位發行 |
| 《BAD HABITS》 | 2024年4月1日  | CD       |
| 《BAD HABITS》 | 2024年4月1日  | LP       |

### 迷你專輯
| 專輯名稱                      | 發行日期       | 發行版本 |
| ----------------------------- | -------------- | -------- |
| 《薔薔紀念EP》                | 2007年8月24日  | CD       |
| 《我就是...》                 | 2012年3月30日  | CD       |
| 《渾身是勁》                  | 2016年10月28日 | CD       |
| 《Ella Show 娛樂無限公司 EP》 | 2020年11月16日 | 數位發行 |

### 單曲
1. 《你好，瘋子!》（2016年）
2. 《我的寶》（2017年）
3. 《終於愛情》（2018年）
4. 《傀》（2018年）
5. 《心不名狀》（2019年）
6. 《都幾歲了》（2019年）
7. 《囉哩叭唆》（2019年）
8. 《晚安歌》（2020年）
9. 《人生不能沒副歌》（2020年）
10. 《A CA ELLA》（2020年）
11. 《娛樂無限公司》（2020年）
12. 《野夏天》（2022年）
13. 《沙粒》（2022年）
14. 《老友記》（2023年）
15. 《願望清單》（2023年）

## 演唱會
| 演唱會名稱                                | 日期           | 國家/城市   | 地點                     | 表演嘉賓     | 附註 |
| ----------------------------------------- | -------------- | ----------- | ------------------------ | ------------ | --- |
| 巡演：艾拉秀•娛樂無限                     |                |             |                          |              | |
| Ella陳嘉樺 X艾拉秀•娛樂無限               | 2020年11月14日 | 台灣 台北市 | 臺北流行音樂中心         |              | 售票 演唱曲目 1. A Ca Ella 2. 天黑請閉眼 3. 想見你想見你想見你 4. 遇見 5. 忙與盲 6. 那個誰 7. 我的未來不是夢 8. 相信你的人 9. 人生不能沒副歌 10. 娛樂無限公司 11. 無名之輩 12. 都幾歲了 13. 來個蹦蹦 14. 囉哩叭唆 15. 晚安歌                                                                                         |
| Ella陳嘉樺 X艾拉秀•娛樂無限               | 2020年11月15日 | 台灣 台北市 | 臺北流行音樂中心         |              | 售票 |
| Ella陳嘉樺 X艾拉秀•娛樂無限               | 2022年8月20日  | 台灣 高雄市 | 高雄流行音樂中心海音館   |              | 售票；首位在該場館開唱的女歌手。 演唱曲目 1. A Ca Ella 2. 知足 3. 自由 4. 不必在乎我是誰 5. 新不了情 6. 女人花 7. 浪子回頭 8. 遇見 9. 忙與盲 10. 我的未來不是夢 11. 相信你的人 12. 人生不能沒副歌 13. 娛樂無限公司 14. 無名之輩 15. 都幾歲了 16. 來個蹦蹦 17. 囉哩叭唆 18. 晚安歌                                    |
| 音樂會                                    |                |             |                          |              | |
| 《你正常嗎?》唱演會                       | 2015年6月7日   | 台灣 台北市 | 永豐Legacy Taipei        | Selina、Hebe | 台北場門票於5月12日開賣後，在1分鐘內便全數完售。演唱曲目 1. 你正常嗎 2. 放開你的頭腦 3. 壞女孩 4. 想念自己 5. 無解 6. 信愛成癮 7. 浪費眼淚 8. 別 9. 怎麼辦 10. 紅豆 11. 友誼歷久一樣濃 12. 你曾是少年 (With Selina、Hebe) 13. 老婆 (With Selina、Hebe) 14. 情書 15. 30啊 16. 有事嗎 17. 賴床 18. 差一點 19. 有何不可 |
| 《你正常嗎?》唱演會                       | 2015年8月9日   | 中國 北京   | 萬事達中心滙源空間       |              | |
| 《你正常嗎?》聖誕音樂會                   | 2015年12月25日 | 中國 廣州   | 中央車站RockHouse        |              | 演唱曲目 1. 有何不可 2. 你正常嗎 3. 想念自己 4. 真的我 5. 信愛成癮 6. 浪費眼淚 7. 別 8. 怎麼辦 9. 紅豆 10. 薔薔 11. 賴床 12. 情書 13. 30啊 14. 有事嗎 15. 差一點 + Jingle bells 16. 渴了 17. 傷心的人別聽慢歌 |
| Ella陳嘉樺 生日X快樂X派對                 | 2019年6月17日  | 台灣 台北市 | 西門紅樓二樓劇場         |              | 無售票，採實名制免費索票入場 演唱曲目 1. 囉哩叭嗦 2. 遇見 3. 你給我聽好 4. 都幾歲了 |
| Ella陳嘉樺 生日X快樂X派對                 | 2019年6月18日  | 台灣 台北市 | 西門紅樓二樓劇場         |              | 無售票，採實名制免費索票入場 演唱曲目 1. 囉哩叭嗦 2. 遇見 3. 你給我聽好 4. 都幾歲了 |
| Ella陳嘉樺 Bad Habits新專音樂會           | 2024年4月13日  | 台灣 台北市 | 臺北華山Legacy           |              | 無售票，採實名制免費索票入場 演唱曲目 1. 廢 2. 復仇大任 3. 願望清單 4. 你被寫在我的歌裡(自選曲) 5. 天灰/熱帶雨林/魔力 (串燒) 6. 情書(歌迷點歌) 7. 30啊、催眠術(清唱) 8. 都幾歲了(Ella點歌) 9. 南方的月亮 10. 別再留下 11. 祝你 12. 小簡單 13. Hot Like Chili 14. Bad Habits 15. 諧星 16. 信愛成癮 17. 來個蹦蹦       |
| Ella陳嘉樺 Bad Habits新專音樂會           | 2024年5月17日  | 中国 深圳   | So Fun Live              |              | |
| Ella陳嘉樺 Bad Habits新專音樂會           | 2024年6月9日   | 中国 上海   | 蜚声上海PHASE LIVE HOUSE |              | |
| Ella陳嘉樺 Bad Habits新專音樂會           | 2024年9月7日   | 中国 武漢   | 不晚IN TIME LIVE         |              | |
| 合辦演唱會                                |                |             |                          |              | |
| 徐若瑄 × 陳嘉樺 音樂超現場                | 2024年4月20日  | 澳門        | 倫敦人綜藝館             |              | |
| 巫啟賢 × 陳嘉樺 Sing Together美高梅音樂會 | 2024年7月20日  | 澳門        | 美獅美高梅–美高梅劇院    |              | |
| 陳嘉樺 × 韋禮安 2⼈世界演唱會             | 2024年8月24日  | 马来西亚    | 雲頂 云星剧场            |              | 演唱曲目 1. 废 2. Hot Like Chili 3. 热带雨林 4. 天灰 5. 小简单 6. 你被写在我的歌裡 7. 你曾是少年 8. 天黑黑 9. 花心 10. 用心良苦 11. 大約在冬季 12. 梦醒时分 13. 你知道我在等你吗 14. 再回首 15. 天天想你 16. 分享 17. 不想长大 18. 中国话 19. Super Star 20. 來个蹦蹦                                                |
| 陳嘉樺 × 韋禮安 2⼈世界演唱會             | 2024年9月14日  | 新加坡      | 聖淘沙名勝世界           |              | |

### 擔任演唱會嘉賓
- 2010年3月30日 田馥甄 《330音樂 田》生日音樂會嘉賓，與田馥甄、 任家萱合體，演唱〈圍巾〉。
- 2011年8月13日《譚明輝老師紀念音樂會》演唱〈It's My Life〉與田馥甄合唱〈Super Star〉。
- 2011年8月27日 范瑋琪 《Love & FanFan》上海演唱會嘉賓，合唱〈不能跟情人說的話〉與〈老婆〉。
- 2011年12月3日 田馥甄 《To My Love》音樂會台北場嘉賓，演唱〈我就是我〉。
- 2012年3月3日 蘇打綠 台北小巨蛋《當我們一起走過》演唱會嘉賓，與青峰對唱〈你被寫在我的歌裡〉。
- 2013年4月6日 動力火車 《超越巔峰》新加坡演唱會嘉賓，演唱歌曲〈壞女孩〉與〈好膽你就來〉。
- 2013年5月19日 江蕙 台北小巨蛋《鏡花水月》演唱會嘉賓，合唱歌曲〈歹逗陣〉與〈好膽你就來〉。
- 2015年2月15日  任家萱 《致·有緣人》唱談會嘉賓，與 任家萱、田馥甄合體，演唱〈給小孩〉。
- 2017年11月26日  彭佳慧 《我想念我自己-彭佳慧2017演唱會》演唱會嘉賓，與彭佳慧合唱〈天公落水〉、〈SuperStar+敲敲我的頭〉、獨唱〈想念自己〉。
- 2017年12月23日  鄭中基 《PLAY IT AGAIN世界巡迴演唱會台北站》演唱會嘉賓，與鄭中基合唱〈製造浪漫〉。
- 2019年8月17日  玖壹壹 《2019臺玖線 一票玩到底高雄站》演唱會嘉賓，與玖壹壹合唱〈來個蹦蹦〉。
- 2020年8月9日  周興哲 《周興哲 Eric Chou《你，好不好》巡迴演唱會 Deluxe》臺北場演唱會嘉賓，與周興哲合唱〈晚安歌〉、〈來個蹦蹦〉。
- 2021年1月9日  光良 《光良《今晚我不孤獨》巡迴演唱會 台北限定版》臺北場演唱會嘉賓，與光良合唱〈勇氣〉。
- 2023年6月10日 張清芳《張清芳 Stella(Timeless)演唱會2023》臺北小巨蛋嘉賓 ，與張清芳合唱〈這些日子以來〉、獨唱〈愛相隨〉。
- 2023年8月11日 田馥甄《田馥甄一一巡迴演唱會》台北小巨蛋最終場嘉賓，與田馥甄、 任家萱合體，演唱〈給小孩〉、〈美麗新世界〉。
- 2024年9月6日 五月天《五月天回到那一天25週年巡迴演唱會》武漢場嘉賓，與五月天合唱〈終於結束的起點〉、〈五月天〉。
- 2025年1月18日 A-Lin《A-LINK with PASSENGERS》台北場，以期間限定女團「浪姐543」的身分與楊謹華、陳意涵擔任嘉賓，合唱〈忘情森巴舞〉、〈摯友〉
- 2025年5月18日 王心凌《Sugar High世界巡迴演唱會》2.0深圳場嘉賓，與王心凌合唱〈戀人未滿〉。

## 演出作品

### 電視劇
| 首播年份 | 播出頻道                     | 劇名                      | 飾演   | 備註 |
| -------- | ---------------------------- | ------------------------- | ------ | --- |
| 2002年   | 東森戲劇台、台視             | 《愛情大魔咒》            | 朱俐燁 | |
| 2003年   | 台視                         | 《薔薇之戀》              | 鄭百合 | 本劇獲得2004年度臺灣《第39屆電視金鐘獎》的年度「最受歡迎戲劇節目獎」及入圍「金鐘獎戲劇節目獎」                                |
| 2005年   | 華視、東森                   | 《真命天女》              | 任潔   | 1.S.H.E 三人同時共同擔當女主角，任家萱（飾 周心蕾）、田馥甄（飾 沈孝柔） 2.入圍2006年《第41屆金鐘獎》「戲劇節目最佳女主角獎」 |
| 2006年   | 八大綜合台 、華視            | 《花樣少年少女》          | 盧瑞莃 | |
| 2007年   | Channel V                    | 《棒棒堂偶像劇-愛情來了》 | Ella   | 短劇 |
| 2010年   | 中視無線台 、八大綜合台      | 《就想賴著妳》            | 楊果   | |
| 2013年   | 東方衛視                     | 《極品大作戰》            | 楊愛娃 | 東方衛視首次推出的賀歲短劇 |
| 2014年   | 中視、中天娛樂台             | 《謊言遊戲》              | 孫真   | |
| 2014年   | 大愛電視台、中天娛樂台       | 《河畔卿卿》              | 陳遠秀 | 客串 |
| 2023年   | 東森戲劇台、公視+、Netflix   | 《生命捕手》              | 徐敏安 | |
| 2024年   | 東森戲劇台、公視+、Netflix   | 《生命捕手2》             | 徐敏安 | |
| 2024年   | MyVideo、八大戲劇台、Netflix | 《今夜一起為愛鼓掌》      | 宋青語 | Netflix 2025年3月17日上線 |

### 電影
| 首播年份 | 片名                     | 飾演                                              | 導演             |
| -------- | ------------------------ | ------------------------------------------------- | ---------------- |
| 2010年   | 《被遺忘的時光》         | 陳嘉樺 Ella（客串）                               | 楊力州           |
| 2011年   | 《阿爸》                 | 陳嘉樺 Ella（特別客串，演唱會來賓及幕後成員之一） | 洪榮良           |
| 2012年   | 《新天生一對》           | 馬妞                                              | 朱延平           |
| 2012年   | 《女孩壞壞》             | 阿丹                                              | 翁靜婷           |
| 2015年   | 《吉星高照2015》         | 王祖紅                                            | 晴朗             |
| 2015年   | 《缺角一族》             | 莎莎                                              | 江豐宏           |
| 2019年   | 《大三元》               | 沈無缺                                            | 陳怡妤           |
| 2019年   | 《五月天人生無限公司3D》 | 吳慷仁的女友                                      | 陳奕仁、仙草影像 |
| 2020年   | 《練愛iNG》              | 小芳                                              | 林暐恆           |
| 2021年   | 《聽見歌 再唱》          | 黃韻芬                                            | 楊智麟           |
| 2022年   | 《野夏天》               | 吳又立                                            | 蘇哲賢           |
| 2023年   | 《速命道》               | 陳欣慧 慧慧                                       | 柯有謙           |

### 微電影
| 年份   | 片名                                  | 飾演   | 附註                   |
| ------ | ------------------------------------- | ------ | ---------------------- |
| 2017年 | 《雀巢怡養，带父母开启更多可能》      | 陳嘉樺 | 雀巢怡養微電影         |
| 2018年 | 《Ella人前笑人後哭 隱忍17年全面崩潰》 | 陳嘉樺 | 蘋果15周年展望篇微電影 |

### 電影配音
- 2007年《亞瑟的奇幻王國－毫髮人的冒險》- 飾演 亞瑟
- 2015年《小王子》- 飾演 狐狸

### MV演出
註：不包括陳嘉樺參與演唱之歌曲
| 年份   | 專輯                   | 曲名                       | 演唱者   | 附註                                 |
| ------ | ---------------------- | -------------------------- | -------- | ------------------------------------ |
| 2001年 | 女生宿舍               | Too Much                   | Hebe     |                                      |
| 2002年 | MAN                    | 路人甲                     | 動力火車 | 客串，與Selina、Hebe、張智成共同演出 |
| 2004年 |                        | 愛的重唱曲                 |          |                                      |
| 2005年 | 好·詩嘉                | 再一次擁有                 | 龔詩嘉   | 女主角                               |
| 2007年 | 延長比賽 keep Fighting | 專屬天使                   | Tank     | 女主角                               |
| 2009年 | 繼續轉動               | 愛到瘋癲                   | 動力火車 | 女主角                               |
| 2009年 | 感官/世界              | 看見什麼吃什麼             | 林宥嘉   | 客串，與Selina、Hebe共同演出         |
| 2017年 | 自傳                   | 終於結束的起點(右邊的她版) | 五月天   | 女主角                               |
| 2017年 | 自傳                   | 終於結束的起點(左邊的他版) | 五月天   | 女主角                               |
| 2017年 | 自傳                   | 終於結束的起點             | 五月天   | 女主角                               |
| 2021年 | 池堂怪谈               | 我就是个朴实无华的Bass手   | 鱼丁糸   | 女主角，无酬劳特别演出               |

### 舞台劇
- 《表演工作坊》30週年系列作品，改編自Marivaux的《Le Jeu de l'amour et du hasard（法语：Le Jeu de l'amour et du hasard）》。

| 名稱                 | 日期           | 舉辦地區     | 場地             | 角色     | 備註                            |
| -------------------- | -------------- | ------------ | ---------------- | -------- | ------------------------------- |
| 愛朦朧，人朦朧       | 2015年9月26日  | 臺灣桃園     | 桃園展演中心     | 小丁子   |                                 |
| 愛朦朧，人朦朧       | 2015年9月27日  | 臺灣桃園     | 桃園展演中心     | 小丁子   |                                 |
| 愛朦朧，人朦朧       | 2015年10月3日  | 中国大陆瀋陽 | 瀋陽盛京大戲院   | 小丁子   |                                 |
| 愛朦朧，人朦朧       | 2015年10月4日  | 中国大陆瀋陽 | 瀋陽盛京大戲院   | 小丁子   |                                 |
| 愛朦朧，人朦朧       | 2015年10月10日 | 中国大陆武漢 | 武琴台大保利戲院 | 小丁子   |                                 |
| 愛朦朧，人朦朧       | 2015月10月11日 | 中国大陆武漢 | 武琴台大保利戲院 | 小丁子   |                                 |
| 愛朦朧，人朦朧       | 2015年10月17日 | 中国大陆重慶 | 重慶大戲院       | 小丁子   |                                 |
| 愛朦朧，人朦朧       | 2015年10月18日 | 中国大陆重慶 | 重慶大戲院       | 小丁子   |                                 |
| 愛朦朧，人朦朧       | 2015年10月24日 | 中国大陆寧波 | 文化廣場大戲院   | 小丁子   |                                 |
| 愛朦朧，人朦朧       | 2015年10月25日 | 中国大陆寧波 | 文化廣場大戲院   | 小丁子   |                                 |
| 愛朦朧，人朦朧       | 2015年10月31日 | 中国大陆深圳 | 保利戲院         | 小丁子   |                                 |
| 愛朦朧，人朦朧       | 2015年11月1日  | 中国大陆深圳 | 保利戲院         | 小丁子   |                                 |
| 愛朦朧，人朦朧       | 2015年11月7日  | 中国大陆上海 | 美羅城上劇場     | 小丁子   |                                 |
| 愛朦朧，人朦朧       | 2015年11月8日  | 中国大陆上海 | 美羅城上劇場     | 小丁子   |                                 |
| 愛朦朧，人朦朧       | 2015年11月14日 | 中国大陆杭州 | 杭州大劇院       | 小丁子   |                                 |
| 愛朦朧，人朦朧       | 2015年11月15日 | 中国大陆杭州 | 杭州大劇院       | 小丁子   |                                 |
| 愛朦朧，人朦朧       | 2015年11月18日 | 臺灣台北     | 城市舞台         | 小丁子   | 下午7:30場                      |
| 愛朦朧，人朦朧       | 2015年11月19日 | 臺灣台北     | 城市舞台         | 小丁子   | 下午7:30場                      |
| 愛朦朧，人朦朧       | 2015年11月20日 | 臺灣台北     | 城市舞台         | 小丁子   | 下午7:30場                      |
| 愛朦朧，人朦朧       | 2015年11月21日 | 臺灣台北     | 城市舞台         | 小丁子   | 單日2場，下午2:30場和下午7:30場 |
| 愛朦朧，人朦朧       | 2015年11月22日 | 臺灣台北     | 城市舞台         | 小丁子   | 單日2場，下午2:30場和下午7:30場 |
| 愛朦朧，人朦朧       | 2015年11月28日 | 臺灣台中     | 台中市中山堂     | 小丁子   | 單日2場，下午2:30場和下午7:30場 |
| 愛朦朧，人朦朧       | 2016年1月23日  | 臺灣台南     | 文化中心演藝廳   | 小丁子   |                                 |
| 愛朦朧，人朦朧       | 2016年1月24日  | 臺灣台南     | 文化中心演藝廳   | 小丁子   |                                 |
| 麗晶卡拉OK的最後一夜 | 2019年1月4日   | 臺灣台北     | 台北華山烏梅劇院 | 神秘嘉賓 |                                 |

## 綜藝節目

### 主持作品
- 註：團體部分請參閱團體條目「S.H.E」

| 主持時間                     | 播出頻道   | 節目名稱           | 附註 |
| ---------------------------- | ---------- | ------------------ | --- |
| 2001年11月17日               | 中視       | 我猜我猜我猜猜猜   | 代班主持，並與Selina、Hebe、吳宗憲、阿雅共同主持 |
| 2002年2月2日至8月17日        | 中視       | 我猜我猜我猜猜猜   | 首次參與主持綜藝節目，並與Selina、Hebe、吳宗憲、阿雅共同主持 |
| 2003年4月6日-2004年          | 華視       | 快樂星期天         | 與Selina、Hebe、張小燕、黃子佼、卜學亮、羅志祥、張善為共同主持 |
| 2005年10月17-2005年10月18日  | 中天綜合台 | 康熙來了之康永當家 | 原主持人徐熙娣因生產而暫停主持工作，康熙來了暫時改版為康永當家，而S.H.E暫待徐熙娣與蔡康永共同主持，擔任這節目改版後前兩集的代班女主持人                                      |
| 2007年6月23日、30日、7月14日 | 中視       | 我猜我猜我猜猜猜   | 替Hebe代班與Selina、吳宗憲共同主持 |
| 2008年2月4日                 | 中天綜合台 | 康熙來了           | 和Hebe與代班主持人Selina、蔡康永共同主持一集 |
| 2013年4月13日-2014年4月26日  | 台視       | 王子的約會         | 與庾澄慶共同主持，入圍《第49屆金鐘獎》綜藝節目、綜藝節目主持人獎 |
| 2014年4月10日-6月19日        | 騰訊視頻   | 你正常嗎           | 中國網路節目，與華少共同主持，騰訊視頻 （页面存档备份，存于）每週四中午12點播出，在騰訊視頻上線以後，十期節目以總播放量超3億次作收， 並獲得第二屆紫勳獎-「中國最佳網絡節目」 |
| 2014年5月3日-12月6日         | 台視       | 正妹大連線         | 與阿Ken共同主持 |
| 2015年5月15日-7月12日        | 騰訊視頻   | 你正常嗎第二季     | 中國網路節目，與何炅共同主持 |
| 2020年12月19日-2021年5月1日  | 衛視中文台 | 鴻門家宴           | 與李玉璽共同主持，大型家庭廚藝競賽節目《鴻門家宴》，將於12月19日起，衛視中文台每周六晚間8點黃金時段播出。節目號稱比家傳味、比手藝，更要比家人默契。                          |
| 2022年7月1日-2022年10月7日   | 衛視中文台 | 鴻門家宴-婆媳廚房  | 與李玉璽共同主持，大型家庭廚藝競賽節目，將於7月1日起，衛視中文台每週五晚間10點播出。                                                                                         |
| 2024年4月3日-2024年4月24日   | Hit Fm     | ELLA'S RADIO SHOW  | 廣播節目，4月每週三晚上9點播出。 |

### 固定節目
| 播出時間                     | 播出頻道        | 節目名稱                | 附註                                           |
| ---------------------------- | --------------- | ----------------------- | ---------------------------------------------- |
|                              | 浙江衛視        | 奔跑吧！兄弟            | 第三季第6~7期，擔任外族反派角色，表現突出      |
| 2016年4月3日-2016年6月19日   | 浙江衛視        | 來吧冠軍                | 與賈乃亮擔任明星隊隊長                         |
| 2016年5月6日-2016年7月8日    | 湖南衛視        | 全员加速中第二季        | 擔任常駐加速隊員                               |
| 2016年6月26日-2016年9月18日  | 浙江衛視        | 我去上学啦 (中国)第二季 | 固定成员                                       |
| 2016年9月18日-2016年11月27日 | 江蘇衛視        | 蒙面唱将猜猜猜第一季    | 擔任固定猜評團成員                             |
| 2017年9月3日-2017年11月12日  | 江蘇衛視        | 蒙面唱将猜猜猜第二季    | 擔任固定猜評團成員                             |
| 2018年4月21日-2018年6月23日  | 騰訊視頻        | 創造101                 | 聲樂導師                                       |
| 2019年10月20日-2019年11月3日 | 江蘇衛視        | 蒙面唱将猜猜猜第四季    | 擔任兩期蒙面歌手【話家畢加索】、一期猜評團成員 |
| 2019年11月15日-2020年1月3日  | 湖南衛視        | 嗨唱轉起來              | 常駐沙發客                                     |
| 2020年3月12日-2020年6月6日   | 愛奇藝          | 青春有你 (第二季)       | 音樂導師                                       |
| 2020年3月14日-2020年3月21日  | 江蘇衛視        | 我們的樂隊              | 新聲推薦人                                     |
| 2022年4月17日-2022年7月3日   | 中視，TVBS      | 原子少年Atom Boyz       | 首席導師                                       |
| 2023年5月5日-2023年7月21日   | 湖南衛視 芒果TV | 乘風2023                | 乘風姐姐                                       |
| 2023年7月29日-2023年9月30日  | 騰訊視頻        | 舞台2023                | 推薦人                                         |
| 2023年8月4日-2023年10月20日  | 湖南衛視 芒果TV | 中國有滋味              | 饕饕食客                                       |
| 2023年9月9日-2023年月日      | 湖南衛視 芒果TV | 時光音樂會 老友記       |                                                |

### 大型活動/典禮主持
| 主持時間                    | 播出頻道   | 節目名稱             | 附註                       |
| --------------------------- | ---------- | -------------------- | -------------------------- |
| 2014年11月22日              | 台視       | 第51屆金馬獎         | 首度擔任大型頒獎典禮主持人 |
| 2014年12月31日-2015年1月1日 | TVBS歡樂台 | 2015臺北最HIGH新年城 | 首度擔任大型跨年節目主持人 |

## 個人獎項
| 年份 | 獎項 |
| ---- | --- |
| 2006 | - 入圍《第41屆電視金鐘獎》戲劇節目最佳女主角獎 -《真命天女》 |
| 2011 | - 新加坡e樂大賞－e樂人氣臺灣演員獎 |
| 2012 | - 台灣Hito流行音樂獎－Hito年度對唱歌曲獎（與蘇打綠，《你被寫在我的歌裡》） - 第3屆壹週刊娛樂大賞－最受歡迎十大明星獎 - 第12屆全球華語歌曲排行榜最受歡迎對唱歌曲 《你被寫在我的歌裡》- 蘇打綠/Ella |
| 2013 | - Music Radio中國Top排行榜 - 港臺地區年度最受歡迎新人獎 - 第4屆MY Astro至尊流行榜頒獎典禮 - 至尊金曲獎《厚臉皮》 - 至尊迷你專輯獎《我就是...》 - 至尊海外電影歌曲獎《壞女孩》 - 全臺主持聯頒海外至尊女歌手獎 - 新加坡e樂大賞獎－e樂人氣華語MV獎《壞女孩》 |
| 2014 | - 第2屆紫勳獎－中國最佳網路節目獎《你正常嗎》 - 入圍《第49屆電視金鐘獎》綜藝節目主持人獎 -《王子的約會》 - 入圍《第49屆電視金鐘獎》綜藝節目獎 -《王子的約會》 |
| 2015 | - 第19屆全球華語音樂榜中榜暨亞洲影響力大典－港臺最受歡迎女歌手獎 |
| 2016 | - 《第11屆大阪亞洲電影節》－藥師真珠演員賞（最佳演員獎）《缺角一族》 - 《第49屆休士頓國際影展》喜劇類最佳影片金獎－《缺角一族》 - 第6届全球流行音樂金榜 年度二十大金曲獎《信愛成隱》 - 蒙牛酸酸乳MusicRadio中國TOP排行榜音樂盛典 - 港台年度最佳跨界藝人獎 - 港台年度最受歡迎女歌手獎 - 年度30大金曲獎《信愛成隱》 - 台灣HITO流行音樂獎 - 年度十大華語歌曲獎《你正常嗎》 - HITO舞台演繹獎 - MTV亚洲金曲大赏－港台最受歡迎女歌手獎 |
| 2019 | - 第23屆全球華語音樂榜中榜－港臺最受歡迎女歌手獎 - 第23屆全球華語音樂榜中榜－最佳電影主題曲獎「傀」 |
| 2021 | - 第1屆 PlayMusic Awards－年度十大華語歌曲〈Ella Show 娛樂無限公司〉 |
| 2023 | - 芒果TV 《乘風2023》勇奪乘風席位並拿到最終乘風年度總冠軍 ，與ChiPu、孟佳以『閉嘴跳舞』拿到年度舞台。 |
| 2025 | - 2024騰訊音樂浪潮榜百大華語金曲： - 《南方的月亮》 - 《Bad Habits》 - 最多評委投票歌曲TOP10: 《Bad Habits》 - 第20屆KKBOX風雲榜 - 年度百大風雲歌手 - 2025Hito流行音樂獎 - 最受歡迎女歌手獎《BAD HABITS》 |

## 外部連結
- 陳嘉樺在互联网电影资料库（IMDb）上的資料（英文）
- 陳嘉樺在香港影庫上的簡介
- 陳嘉樺在台灣電影網上的資料（繁體中文）
- 陳嘉樺在豆瓣上的资料（简体中文）
- 陳嘉樺在时光网上的簡介（简体中文）
- 陈嘉桦 Ella的Facebook專頁（繁體中文）
- 陈嘉桦 Ella的新浪微博（繁體中文）
- 陈嘉桦Ella工作室的新浪微博
- 陈嘉桦 Ella的Instagram帳戶（繁體中文）
- 陳嘉樺的哔哩哔哩个人空间（简体中文）
- 陈嘉桦Ella的抖音账号（简体中文）
- 陈嘉桦Ella的小红书账号（简体中文）
- 陈嘉桦Ella的快手账号（简体中文）
- S.H.E的Facebook專頁（繁體中文）
- YouTube上的S.H.E 頻道（繁體中文）
- YouTube上的Ella陳嘉樺官方專屬頻道Ella Chen's Official Channel頻道（繁體中文）
- 勁樺娛樂的Facebook專頁 （繁體中文）
- 勁樺娛樂的Instagram帳戶（繁體中文）